# Gabriella Durrin
Gabriella Durrin, née Gabriella Day le 1er décembre 1984 à Lincoln dans le comté du Lincolnshire, est une coureuse cycliste britannique.

## Biographie
Gabriella vient du milieu de la course à pied de par sa maman mais son grand-père était un très bon cycliste au niveau national. Sa sœur l'a poussé à faire du cyclo-cross comme elle, Gabby commença à courir dans les champs détrempés du Lincolnshire (dans l'est de l'Angleterre)  pour ses premières compétitions à l'âge de 15 ans. Quelques années plus tard, elle choisit de privilégier le cyclisme sur la course à pied, pour se donner le maximum de chance dans le sport qu'elle aime le plus à l'époque. Elle finira deux fois septième aux championnats d'Europe de cyclo-cross en 2012 et en 2013. Sa carrière s'achèvera en décembre 2015, où elle annonce sa retraite du cyclo-cross.

## Vie privée
Gabby épouse l'Américain cyclo-crossman Jeremy Durrin en 2013, un an plus tard ensemble, ils vont créer une équipe américaine de cyclo-cross à sponsor anglais appelée Neon Velo. En 2016, elle prend la responsabilité marketing de l'équipe et deviendra en plus directrice technique en 2020. Elle aime l'écriture, l'aventure et le plein air. Elle réside dans le Massachusetts, elle est aussi masseuse et travaille sur l'équilibre mental des sportifs.

## Palmarès en cyclo-cross
- 2004-2005
  - 3e du National Trophy Series
- 2005-2006
  - 2e du National Trophy Series
- 2006-2007
  - National Trophy Series
  - Bradford
  - 2e du championnat de Grande-Bretagne
- 2007-2008
  - Exeter
  - 2e du championnat de Grande-Bretagne
- 2008-2009
  - Abergavenny
  - Exeter
  - 2e du championnat de Grande-Bretagne
  - 3e du National Trophy Series
- 2009-2010
  - 3e du championnat de Grande-Bretagne
- 2010-2011
  - 3e du championnat de Grande-Bretagne
  - 3e du Cyclo-cross de Nommay
- 2011-2012
  - Shropshire
  - 7e du championnat d'Europe de cyclo-cross
- 2012-2013
  - 3e du GP d'Hasselt
  - 7e du championnat d'Europe de cyclo-cross
- 2013-2014
  - Redmond
  - 2e de Harlem Skyscraper Classic
- 2014-2015
  - Northampton International
  - Nittany Lion Cross
  - Breinigsville
  - Northampton